# Circonscriptions législatives de Davao City
La ville de Davao aux Philippines est constituée de trois circonscriptions législatives, chacune représentée par un député à la Chambre des représentants.

## Histoire
Davao était auparavant représentée au parlement par les députés du département de Mindanao et Sulu de 1917 à 1935, l'ancienne province de Davao de 1935 à 1967 (exception faite de la période d'occupation japonaise durant la Seconde Guerre mondiale), la province de Davao du Sud de 1967 à 1972 après la division de la province de Davao en trois, et la Région XI sous le régime de Ferdinand Marcos de 1978 à 1984. 
Promue au statut de ville fortement urbanisée en 1979, Davao élit ses propres représentants (deux députés) à l'Assemblée nationale temporaire en 1984. La Constitution de 1987 alloue à la ville trois circonscriptions législatives.

## Première circonscription
- Quartiers : Poblacion, Talomo
- Population (2015) : 592 736[4]

| Période               | Député                   |
| --------------------- | ------------------------ |
| 8e Congrès 1987-1992  | Jesus Dureza             |
| 8e Congrès 1987-1992  | Prospero C. Nograles     |
| 9e Congrès 1992-1995  | Jesus Dureza             |
| 10e Congrès 1995-1998 | Prospero C. Nograles     |
| 11e Congrès 1998-2001 | Rodrigo R. Duterte       |
| 12e Congrès 2001-2004 | Prospero C. Nograles     |
| 13e Congrès 2004-2007 | Prospero C. Nograles     |
| 14e Congrès 2007-2010 | Prospero C. Nograles     |
| 15e Congrès 2010-2013 | Karlo Alexei B. Nograles |
| 16e Congrès 2013-2016 | Karlo Alexei B. Nograles |
| 17e Congrès 2016-2019 | Karlo Alexei B. Nograles |

1. ↑  Démis de son poste le 16 juin 1989 par le tribunal de la Chambre des représentants au profit de son opposant, Prospero Nograles. Perds son appel le 31 juillet 1989.

## Deuxième circonscription
- Quartiers : Agdao, Buhangin, Bunawan, Paquibato
- Population (2015) : 592 250[4]

| Période               | Député                  |
| --------------------- | ----------------------- |
| 8e Congrès 1987-1992  | Cornelio P. Maskariño   |
| 9e Congrès 1992-1995  | Manuel M. Garcia        |
| 10e Congrès 1995-1998 | Manuel M. Garcia        |
| 11e Congrès 1998-2001 | Manuel M. Garcia        |
| 12e Congrès 2001-2004 | Vincent J. Garcia       |
| 13e Congrès 2004-2007 | Vincent J. Garcia       |
| 14e Congrès 2007-2010 | Vincent J. Garcia       |
| 15e Congrès 2010-2013 | Mylene J. Garcia-Albano |
| 16e Congrès 2013-2016 | Mylene J. Garcia-Albano |
| 17e Congrès 2016-2019 | Mylene J. Garcia-Albano |

## Troisième circonscription
- Quartiers : Baguio, Calinan, Marilog, Toril, Tugbok
- Population (2015) : 448 005[4]

| Période               | Député             |
| --------------------- | ------------------ |
| 8e Congrès 1987-1992  | Luis T. Santos     |
| 9e Congrès 1992-1995  | Elias B. Lopez     |
| 10e Congrès 1995-1998 | Elias B. Lopez     |
| 11e Congrès 1998-2001 | Ruy Elias C. Lopez |
| 12e Congrès 2001-2004 | Ruy Elias C. Lopez |
| 13e Congrès 2004-2007 | Ruy Elias C. Lopez |
| 14e Congrès 2007-2010 | Isidro T. Ungab    |
| 15e Congrès 2010-2013 | Isidro T. Ungab    |
| 16e Congrès 2013-2016 | Isidro T. Ungab    |
| 17e Congrès 2016-2019 | Alberto T. Ungab   |

1. ↑  Démissionne le 27 octobre 1987 et est nommé secrétaire d'État le 9 novembre de la même année. Son siège reste vacant jusqu'à l'élection de 1992.

## Circonscription plurinominale (disparue)
| Période                     | Député                        |
| --------------------------- | ----------------------------- |
| National Assembly 1943-1944 | Celestino Chavez              |
| National Assembly 1943-1944 | Alfonso G. Oboza (ex officio) |
| Batasang Pambansa 1984-1986 | Manuel M. Garcia              |
| Batasang Pambansa 1984-1986 | Zafiro Respicio               |